# Neuss ostroma
Neuss ostroma tíz hónapon át tartott 1474. július 29-étől, amikor a Burgundi Hercegség csapatai megjelentek a város falai előtt. 1475. május 29-én megérkezett III. Frigyes német-római császár felmentő serege, és felszabadította a várost.

## Az ostrom
Neuss a Rajna partján, Kölntől 35 kilométerre északra fekvő város. A település és Ruprecht rajnai palotagróf, Köln érseke között vita bontakozott ki egy adófizetési ügyben. Ruprecht a burgundi herceg segítségét kérte. Merész Károly úgy döntött, segít, és elfoglalja a várost. Úgy tervezte, hogy néhány hét alatt beveszi a települést. 1474. július 29-én körülbelül 14 ezer burgundiai katona érkezett Neuss elé, amelyet nagyjából négyezer ember védett. A herceg csapatában a burgundiaiakon kívül pikárdiaiak, liège-iek, gelderniek és angolok is voltak. Az itáliaiakat Cola di Montforte, Campobasso grófja vezette. Az ostromlók között volt Martin Schwartz zsoldosvezér is, aki később a rózsák háborúja utolsó csatájában esett el a York-pártiak oldalán Stoke Fieldnél.
A támadók megerősített állásokat építettek ki, és a kor egyik legmodernebb tüzérségével megkezdték az ágyúzását, ami idővel komoly károkat okozott a falakban és az épületekben. Több kézitusa is volt, amely mindkét oldalon súlyos veszteségeket okozott. Az ostrom elején Campobasso grófja elfoglalta a várostól keletre eső két sziget egyikét, Werdtet. Január 20-án a Rajna áradása elöntötte a területet, és megsemmisítette a burgundiai tábort. Komoly harcok alakultak ki a város déli részénél, a Felső kapunál (Obertor), Károly főhadiszállásának közelében. Hasonlóan súlyos összecsapások voltak az Alsó kapunál (Niedertor), a település északi részén is, ahol a támadókat Giacomo Galeotto nápolyi és Giacomo Valperga piemonti  parancsnok vezette.
1475. január 7-én III. Frigyes német-római császár háborút hirdetett a a Kölni Választófejedelemség ellen. A birodalmi sereg megközelítette Neusst, de nem támadta meg a támadókat. III. Frigyes és Károly megállapodott arról, hogy a herceg felfüggeszti az ostromot és nem támogatja tovább Ruprecht igényét. A császár különböző privilégiumokkal, köztük a pénzverés jogával ismerte el a polgárok bátorságát. Ruprecht megtarthatta címét, de száműzetésbe kényszerült.